# Chapelle Saint-Jean de Mulhouse
La chapelle Saint-Jean est un monument historique situé à Mulhouse, dans le département français du Haut-Rhin.

## Localisation
Ce bâtiment est situé rue Saint-Jean à Mulhouse.

## Historique

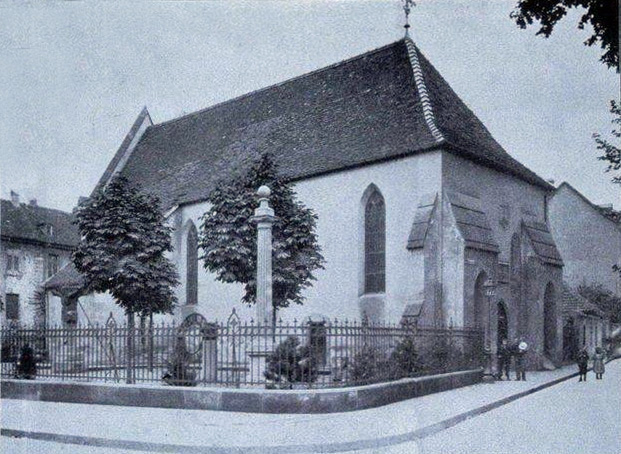
La chapelle Saint-Jean en 1900.

La chapelle Saint-Jean de Mulhouse a été consacrée en 1269, soit à une époque antérieure à la fondation de la Stadtrepublik mais charnière pour l'histoire de la cité. En effet, les Mulhousiens viennent à peine de s'affranchir de la tutelle épiscopale après avoir pris d'assaut le château de l'évêque de Strasbourg avec l'appui du futur empereur Rodolphe de Habsbourg. Ce dernier élève la cité au rang de ville impériale six ans plus tard. La chapelle est l'œuvre de l'ordre de Saint-Jean de Jérusalem, qui est alors un des plus influents de la ville. Elle abrite un font baptismal roman ainsi que des fresques du XVIe siècle retraçant la vie de saint Jean-Baptiste. Propriété de la commune de Mulhouse depuis la réunion de la République de Mulhouse à la France, elle est classée comme monument historique par arrêté du 21 février 1893, ce qui conduira à sa restauration. Les vibrations et sonorités particulières qu'elle offre se prêtent particulièrement bien aux manifestations culturelles. Des concerts s'y déroulent régulièrement.